# Fuchs (Franz Marc, 1911)
Fuchs, alternativ Blauschwarzer Fuchs oder Blauer Fuchs, ist ein Gemälde des deutschen expressionistischen Malers Franz Marc (1880–1916) aus dem Jahr 1911. Es gehört seit 1952 zur Sammlung des Von der Heydt-Museums in Wuppertal.

## Beschreibung
Marcs Werk ist in Öl auf Leinwand ausgeführt und hat das Format 50 × 63,5 cm. Es hat die Inventarnummer G 0686 in der Sammlung Von der Heydt-Museum. Eine Signatur befindet sich nicht auf der Vorderseite des Werks, es ist auf der Rückseite bezeichnet mit „Marc“.
Das Gemälde zeigt in zentraler Bildposition einen nach links gewandten Fuchs, der in entspannter, halb eingerollter Pose auf dem Boden liegt. Auf der rechten Gemäldeseite sind ein Baumstamm und einige Blätter angedeutet. Die kräftige Farbgebung des Hintergrundes als abstrahierte Landschaft mit starkem Komplementärkontrasten von blau/gelb und orange/rot/grün erinnert an die Nachwirkung des französischen Fauvismus und seiner Farbauffassung auf den deutschen Expressionismus. Laut der Gemäldekartei zeigt es einen Fuchs, der auf einer Mauer liegt.
Franz Marc hat in jener Zeit vor dem Ersten Weltkrieg öfter Füchse gemalt. Darunter ist auch das Gemälde Füchse (ehemals Museum Kunstpalast in Düsseldorf, 2021 restituiert) in kubistischer Manier mit zwei Tieren aus dem Jahr 1913, in dem er im Vergleich zu früheren Arbeiten die Abstraktion weiterentwickelt hatte.

## Entstehung und Einordnung
Das Werk entstand im Juli 1911 im Atelier August Mackes in Bonn, als Marc sich auf der Rückreise von England befand. Wenige Monate später, ab dem 18. Dezember 1911, hatte die von Franz Marc und Wassily Kandinsky gegründete Redaktions- und Ausstellungsgemeinschaft Der Blaue Reiter ihre erste Ausstellung in München. Den Fuchs schuf Marc auf die Schnelle zusammen mit dem Werk Roter Hund auf ein und derselben Leinwand. Der Fuchs ging als Geschenk an den Konservator des Barmer Kunstvereins, Richart Reiche, der gerade Marcs Werke ausstellte. Für den Roten Hund konnte Reiche einen Käufer vermitteln. Diese beiden Gemälde gehören zu der frühen Gruppe der Tierdarstellungen, in denen reine Farben verwendet wurden. Reine Farben in der Funktion von Symbolen oder den sogenannten Wesensfarben. Mit den Farben Rot/Gelb/Blau (Primärfarben) und Orange/Grün/Violett (Sekundärfarben) hat Marc in diesem Bild das System der Spektralfarben zugrunde gelegt.
Der Fuchs ist ein häufig genutztes Beispiel, um den „Farbe-an-sich-Kontrast“ zu illustrieren.

Weitere ähnliche Werke von Franz Marc
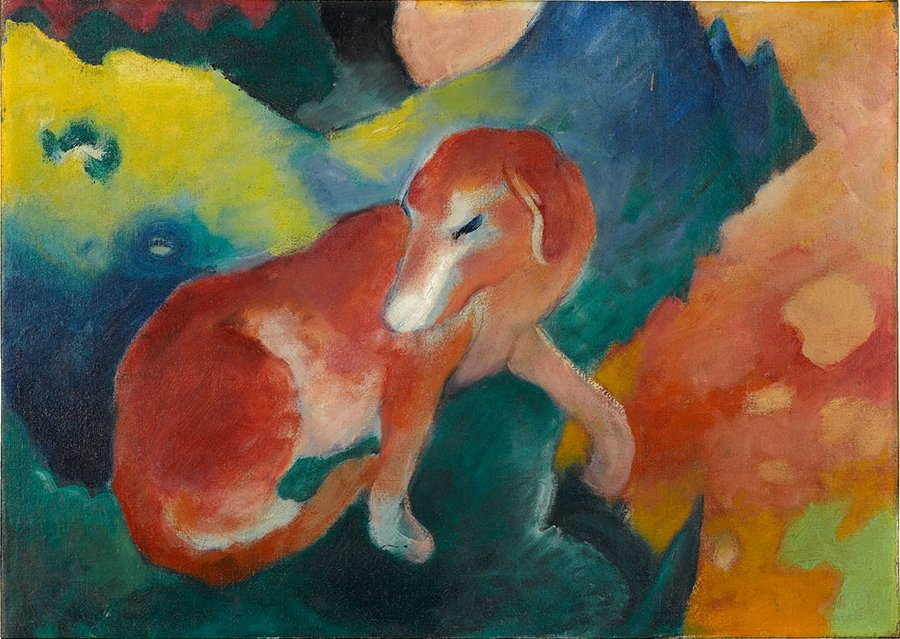
Roter Hund, 1911
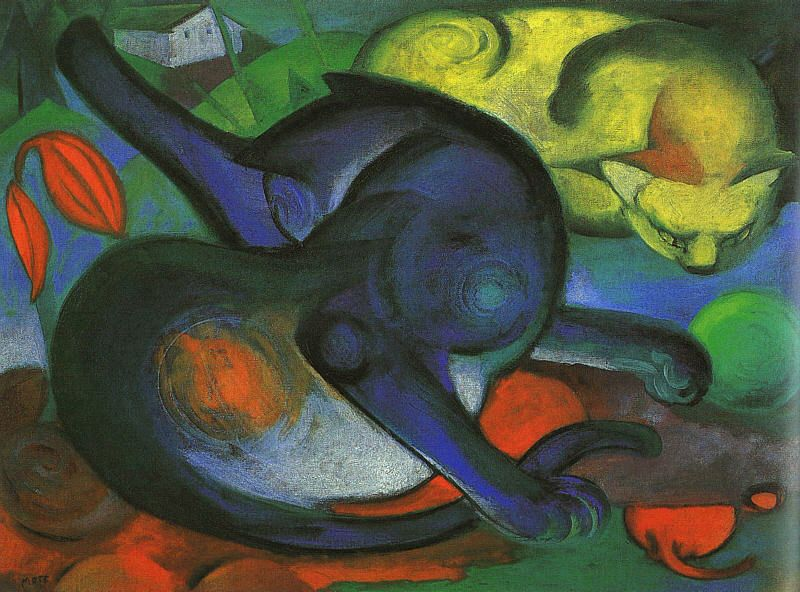
Zwei Katzen, blau und gelb, 1912
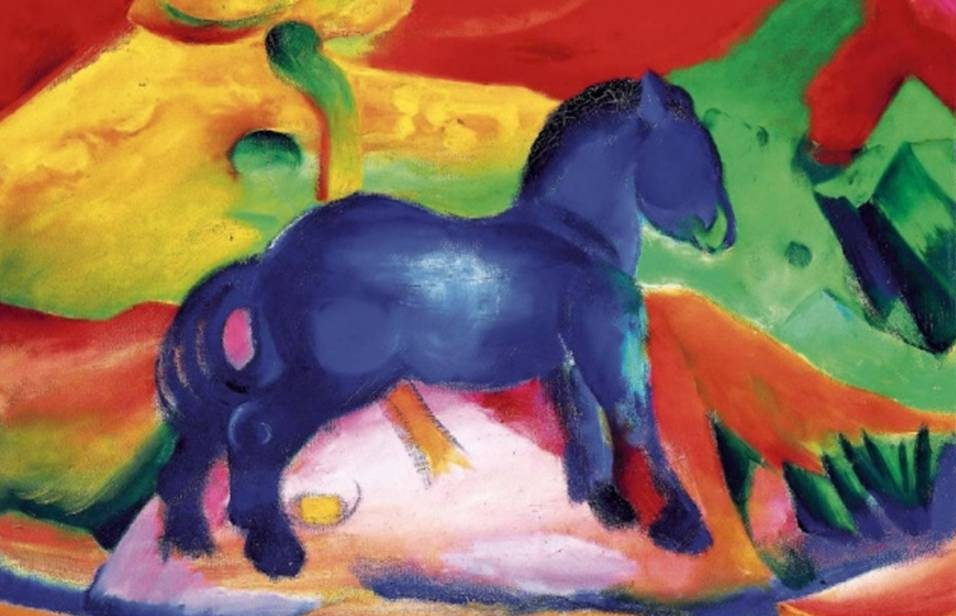
Blaues Pferdchen, 1912
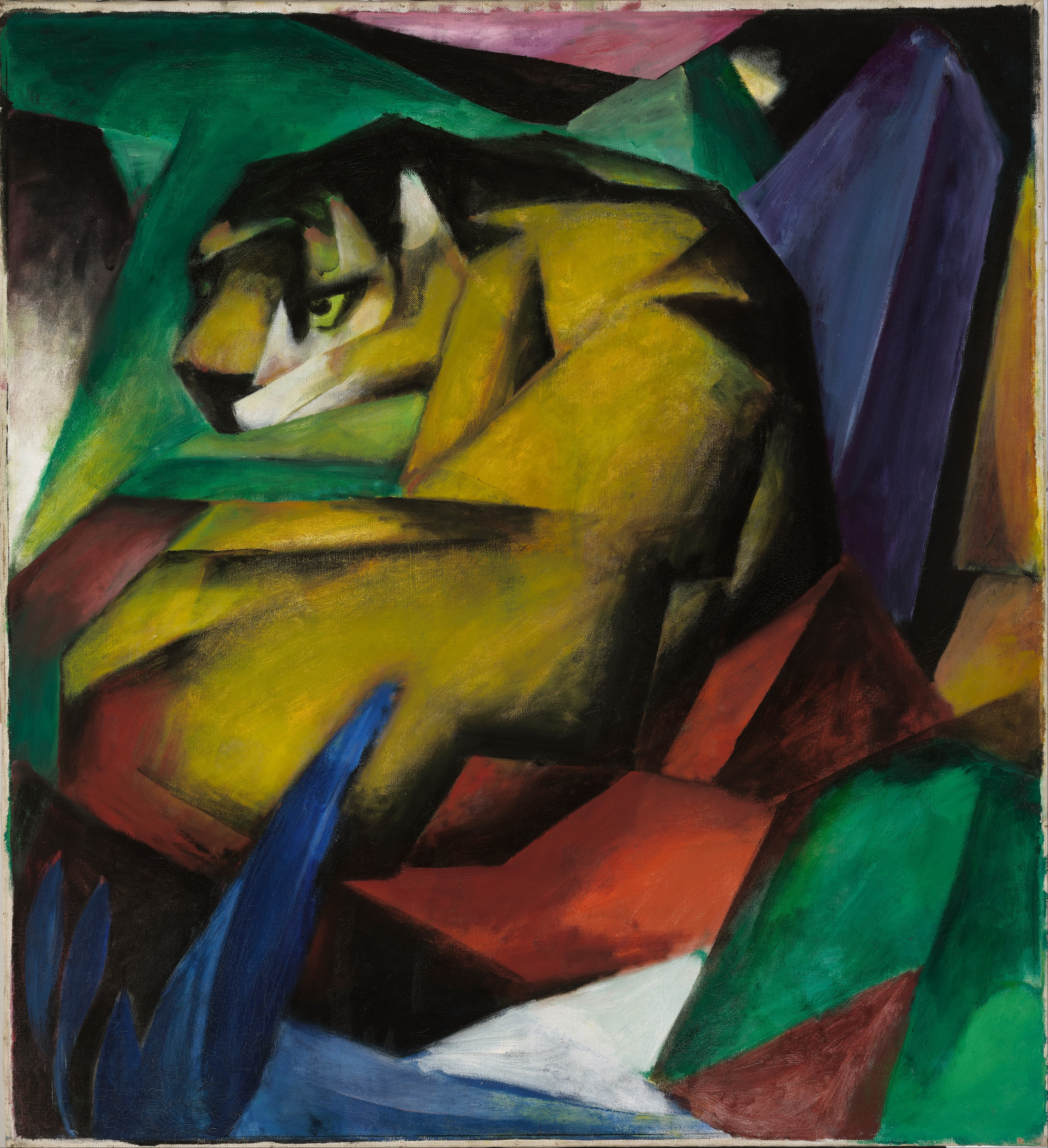
Der Tiger, 1912
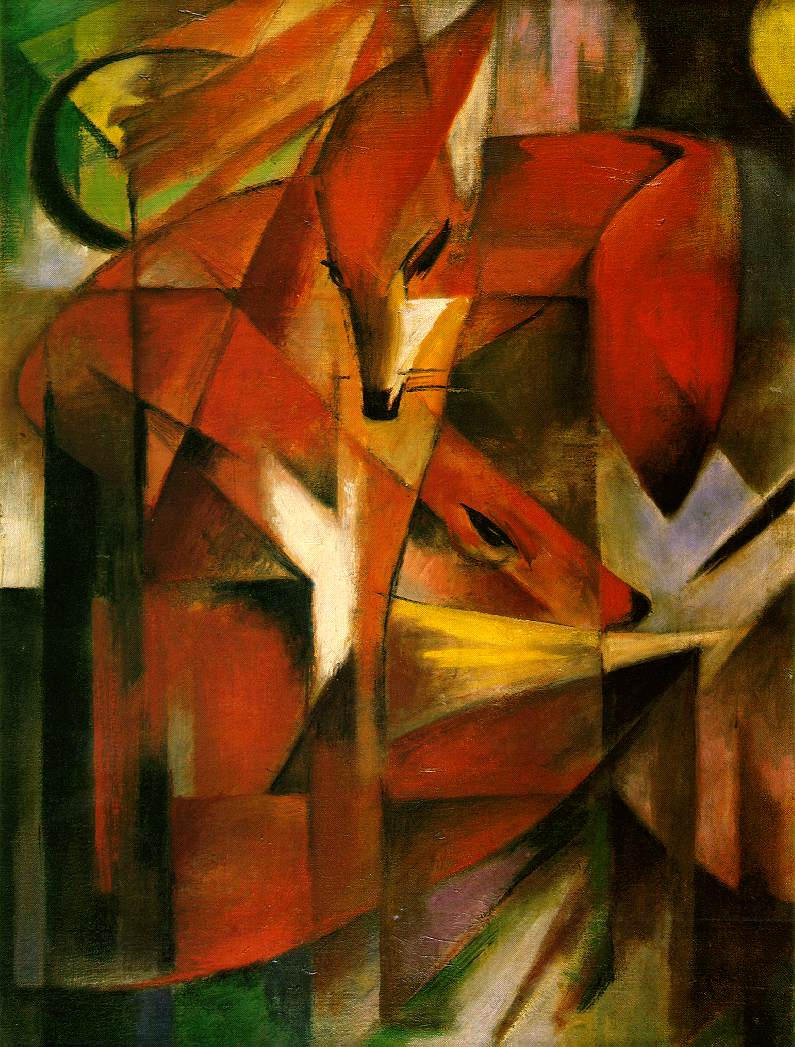
Füchse, 1913

## Provenienz und Ausstellungen
Die Provenienz des Gemäldes ist wie folgt dokumentiert: Das Werk kam 1952 durch eine Schenkung Eduard von der Heydts aus einer Sammlung, die bereits sein Vater August von der Heydt begonnen hatte, in den Besitz des Von der Heydt-Museums.
- 1916: Franz Marc: Gedächtnisausstellung, München (Neue Sezession)[2]
- 1947: Ausstellung expressionistischer Malerei, Wuppertal, Städtisches Museum.[2]
- 1949: Der Blaue Reiter. Der Weg von 1908 bis 1914., München, Städtische Galerie, Bayerische Staatsgemäldesammlungen.[2]
- 1955: Franz Marc, Amsterdam, Stedelijk Museum und Brüssel, Palais des Beaux-Arts.[2]
- 1963: Franz Marc, München, Städtische Galerie im Lenbachhaus.[2]
- 1963/64: Franz Marc, Hamburg, Kunstverein.[2]
- 1984: Der westdeutsche Impuls, Wuppertal.[4]
- 1986–89: Von Marées bis Picasso: Meisterwerke aus dem Von der Heydt-Museum Wuppertal, Ascona, Bern und Madrid (Wanderausstellung).[4]
- 1999: Der Blaue Reiter und das Neue Bild, Städtische Galerie im Lenbachhaus, München.[4]
- 2005: Franz Marc: die Retrospektive, München.[4]
- 2008: Der expressionistische Impuls im Von der Heydt-Museum Wuppertal
- 2009: Marc, Macke und Delaunay. Die Schönheit einer zerbrechenden Welt (1910–1914) im Sprengel Museum Hannover (29. März bis 9. August)[7]
- 2009/2010: Exposition Fauves et Expressionnistes im Musée Marmottan Monet (28. Oktober 2009 bis 20. Februar 2010)[8]
- 2010: Retour de Paris Von der Heydt-Museum Wuppertal (2. April bis 1. August)[9]
- 2012: Gauguin: y el viaje a lo exotico, Museo Thyssen-Bornemisza, Madrid.[4]
- 2013: “Himmel auf Erden” in Wuppertal im Von der Heydt-Museum Wuppertal (14. April bis 1. September)[10]